# Aleixo de Kiev
Aleixo (em russo:  Алексий; nascido: Eleutério (Simeão) Fiodoroviche Biakont, em russo:  Елевфе́рий (Симео́н)Фёдорович Бя́конт, transl. Elevferiy (Simeon) Fyodorovich Byakont; entre 1292 - 1305, Moscou, Grão-Ducado de Moscou - 12 de fevereiro de 1378, Moscou, Grão-Ducado de Moscou) foi Metropolita de Kiev e Toda a Rússia, bispo, estadista, diplomata. Nos textos litúrgicos eclesiásticos, ele é chamado de "o milagreiro de Moscou e de toda a Rússia". Era filho do boiardo Fiodor Biakont.

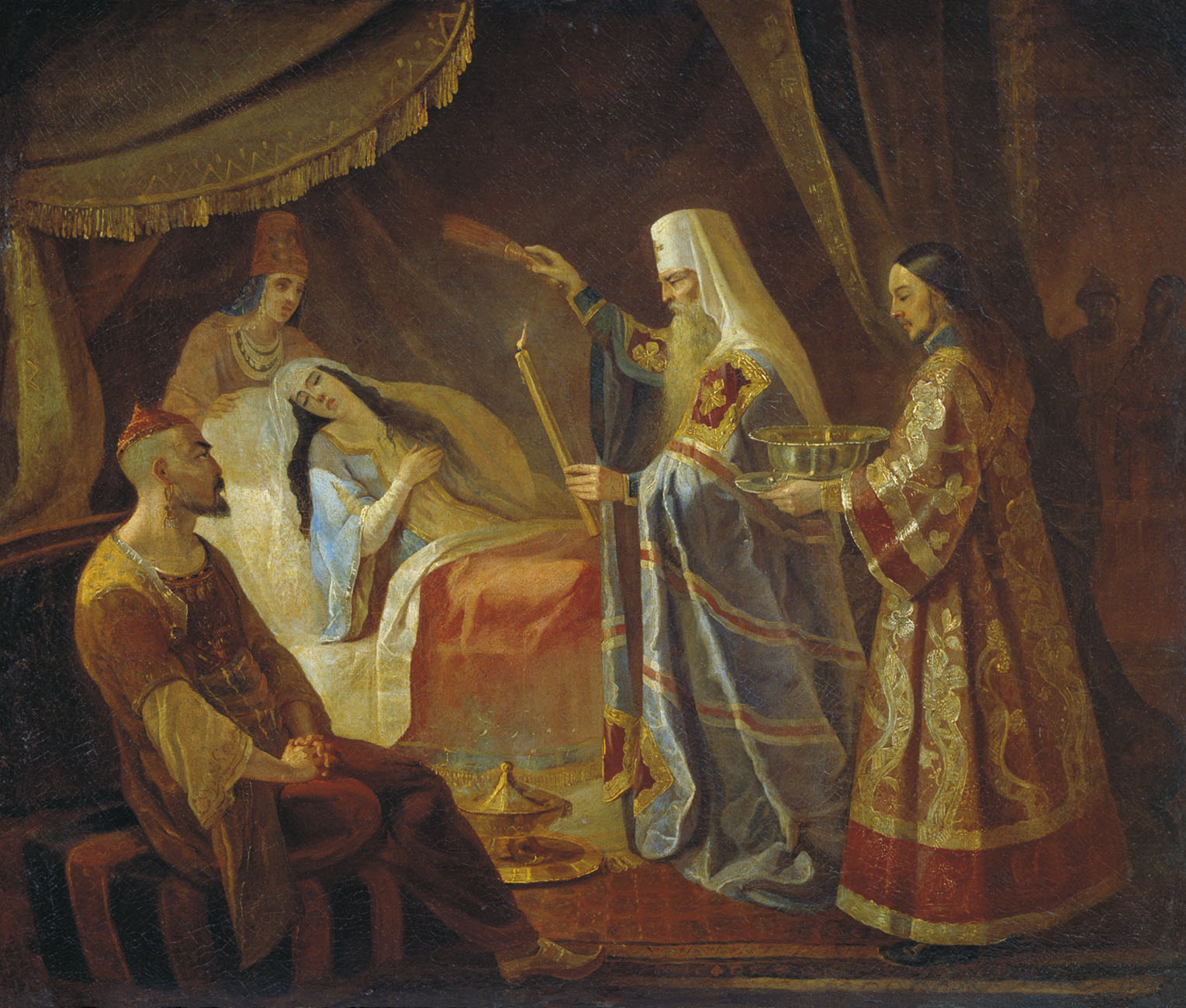
O metropolita Aleixo curando a rainha tártara Taidula da cegueira, Yakov Kapkov (1816–1854)

Criado pelo Metropolita Teognosto, em 1354, o Patriarca de Constantinopla o nomeou Metropolita de Kiev e Toda a Rússia. Possuindo inteligência e habilidades excepcionais, ele era o governante de fato do Principado de Moscou sob três príncipes de Moscou; em 1366 ele começou a construção do Kremlin de Moscou de pedra. Desfrutou de grande favor na Horda, onde curou a mãe do Cã, Taidula Khatun, que estava doente dos olhos; contribuiu para o fato de que o Grão-Ducado de Vladimir foi finalmente consolidado pelos príncipes de Moscou.
Cinquenta anos após sua morte, Aleixo foi canonizado como santo. Suas relíquias foram encontradas em 1431 (segundo outras fontes, em 1439 ou 1438 ) no Mosteiro de Chudov no Kremlin, que ele fundou, como resultado de obras de restauração, e colocadas na Igreja do Arcanjo Miguel; em 1485 eles foram transferidos para a Igreja Aleksievski do Mosteiro de Chudov; em 1686  - para a recém-construída Igreja da Anunciação do mesmo mosteiro; desde 1947 eles foram enterrados em Bogoiavlenski, em Yelokhov, a Catedral de Moscou.
Patrono celestial dos Patriarcas de Moscou: Aleixo I e Aleixo II.
Comemoração: 12 (25, conforme o calendário gregoriano) de  fevereiro - morte; 20 de maio (2 de junho, conforme o calendário gregoriano) - descoberta de relíquias; 5 de outubro (18, conforme o calendário gregoriano) - Synaxis dos santos de Moscou.